# Synapha idalis
Synapha idalis är en tvåvingeart som beskrevs av Lane 1954. Synapha idalis ingår i släktet Synapha och familjen svampmyggor. Inga underarter finns listade i Catalogue of Life.